# アッタカター
アッタカター（パーリ語: Aṭṭhakathā、説明あるいは注釈の意）は、上座部仏教のパーリ語経典に対する注釈からなる文献であり、原始仏教において経典がどのように解釈されていたかを示す資料である。紀元前1世紀ごろ、経典と同時期に成立したシンハラ語による注釈集があり (現在は失われている)、これを元にパーリ語に翻案されたものがアッタカターであると見られている。アッタカターの内容の一部が上座部仏教以外の宗派の経典にも見られることも、元になった古い文献の存在を示唆している。

## 概要
上座部仏教の経典に対する注釈をまとめた文献は紀元4世紀ごろに成立し、以降も各地で編纂が続けられ、土地や時代で内容が変化していっており、それらは複数の版として捉えられる。もっとも内容が少なくコンパクトなのがタイ版 (1992年) で、以下の内容から成る。
- ブッダゴーサ(仏音 、Buddhaghosa) による、パーリ仏典全体への12の注釈
  - 律蔵に1つ、経蔵の長部、中部、相応部、増支部に対してそれぞれ一つずつ、小部に4つ、論蔵に3つ
- ダンマパーラ（護法 、Dhammapala) による小部に含まれる7つの経典への4つの注釈
- その他の僧らによる、小部に含まれる他の経典への4つの注釈

ビルマ第六結集版 (Chaṭṭha-Saṅgāyana) およびサイモン・ヘワヴィタネ・ベケストによるシンハラ版を見ると、上記に加えて以下が含まれている。
- ブッダゴーサの清浄道論 (Visuddhimagga、ビルマ版[3]とシンハラ版[4]の両方に見られる)
- 波羅提木叉 (パーティモッカ、en) およびブッダゴーサによる注釈[5]
- ダンマパーラによるネッティパカラナ (Nettipakarana) への注釈
- ヴィナヤサンガハ (Vinayasaṅgaha、12世紀頃サーリプッタによりサマンタパーサーディカー Samantapasadika) から取り入れられた)[6]
- サーラッタサムッチャヤ (Sāratthasamuccaya、別名：Catubhānavāratthakathā、護経 (Paritta) への注釈。シンハラ版のみ。ビルマ版になし)